# Antares (hordozórakéta)
Az Antares (korábbi jelzéssel Taurus II) az amerikai Orbital Sciences Corporation és részben az ukrán Pivdenne tervezőiroda által fejlesztett és gyártott hordozórakéta, melyet a Nemzetközi Űrállomás ellátására használt Cygnus teherűrhajó pályára állítására használnak. A hordozórakéta legfeljebb 8000 kg hasznos teher alacsony Föld körüli pályára állítására alkalmas. 2013 áprilisában indították első alkalommal.